# لاموني اللي غاروا مني
لاموني اللي غاروا مني، هي أغنية ليبية المنشأ من غناء التونسي الهادي الجويني وألحان وكتابة الليبي بشير فهمي فحيمة.

## كلمات الأغنية
❤❤❤❤